# الإسلام في غيرنزي
الإسلام في غيرنزي هو أقلية دينية صغيرة في جزيرة غيرنزي ذات الخلفية المسيحية. سنة 2010، بلغ تعداد المسلمين حوالي 80 مسلما، وحاليا يتجاوز عددهم 100 مسلم، إلا أنه لا توجد أي مساجد.
تتكون الجالية المسلمة من أشخاص من عدة دول: باكستان، جنوب أفريقيا، الهند، بنغلاديش، موريشيوس، المغرب، مصر...

## وصلات خارجية
- http://www.islaminguernsey.com/